# Glypta banffensis
Glypta banffensis är en stekelart som beskrevs av Dasch 1988. Glypta banffensis ingår i släktet Glypta och familjen brokparasitsteklar. Inga underarter finns listade i Catalogue of Life.